# 新庄村 (広島県)
新庄村（しんじょうそん）は、広島県山県郡にあった村。現在の山県郡北広島町の一部にあたる。

## 地理
- 河川：宮迫川、岩戸川[1]

## 歴史
- 1889年（明治22年）4月1日、町村制の施行により、山県郡新庄村、宮迫村、岩戸村が合併して村制施行し、新庄村が発足[2][3]。
- 1904年（明治37年）新庄郵便受取所開設[2]。
- 1933年（昭和8年）新庄村購買販売組合設立[2]。
- 1940年（昭和15年）新庄村分村満洲開拓団芭蓮村が吉林省五常県山河屯南朝陽川地区に入植したが、終戦に伴い帰国した[2]。
- 1955年（昭和30年）3月31日、山県郡大朝町と合併し、大朝町が存続して廃止された[2][3]。

### 地名の由来
大朝本荘に対する新荘に由来。

## 産業
- 農業[2]

## 教育
- 1909年（明治42年）私立新庄女学校（現広島新庄中学校・高等学校）開校[2]
- 1926年（大正15年）広島県新庄学園設立[2]